# Tas z Boskovic na Brandýse
Tas z Boskovic na Brandýse (zvaný též Protas) byl moravský šlechtic z rodu pánů z Boskovic.

Erb Boskovických

Jeho otcem byl Ješek z Boskovic. První písemná zmínka o Tasovi pochází z roku 1365, kdy držel hrad[který?] a byl zasnouben s Machnou z Bíliny. Po svém otci získal hrad Brandýs nad Orlicí. V letech 1365–1368 převzal od svého bratra, který se dal na dráhu duchovního, několik vesnic. V roce 1391 prodal Erhartovi z Kunštátu dvůr v Sudicích, několik lánů v Paměticích a v Bačově.
Tas zemřel dle různých pramenů buď v roce 1395 nebo 1404 a zanechal tyto potomky:
- Jan Všembera z Boskovic
- Oldřich z Boskovic - od roku 1419 držel hrad Svojanov, zakladatel svojanovské větve
- Jaroslav z Boskovic - padl 1. 11. 1420 v bitvě na Vyšehradě
- Jindřich z Boskovic - padl 1. 11. 1420 v bitvě na Vyšehradě
- Beneš z Boskovic
- Anna